# Spy Kids 3-D: Game Over
Spy Kids 3-D: Game Over o también Spy Kids 3: Game Over (titulada Mini espías 3-D en Hispanoamérica) es una película de aventura y ciencia ficción familiar dirigida por Robert Rodriguez, y es la tercera de la serie cinematográfica Spy Kids. Se estrenó en los Estados Unidos el 25 de julio de 2003. La película contó con el regreso de muchos miembros del reparto de las dos anteriores películas, aunque la mayoría en pequeños papeles y cameos.

## Trama
El agente secreto, Juni Cohete Rebelde Cortez, está retirado de la OSS y ansía tener una vida tranquila. Pero es contactado por su antiguo jefe avisándole que han extraviado a su hermana, Carmen, en un juego de vídeo en 3-D inventado por el villano Toymaker/Juguetero (Sylvester Stallone) que planea controlar a todos los jóvenes del mundo por medio del videojuego.
Esto hace que Juni regrese a la OSS para llevar a cabo la misión y aventura más emocionante de su vida: salvar a su hermana en un viaje hacia la realidad virtual donde asombrosos gráficos de computadora y extrañas criaturas cobran vida peligrosamente. Mientras Juni y otros beta-testers enfrentan retos en los distintos niveles del juego, cada vez más difíciles, los espías deben valerse de su buen humor, artefactos de alta tecnología y sus lazos familiares para detener a un villano sediento de poder.

## Reparto
- Daryl Sabara - Juni Cortez
- Alexa Vega - Carmen Cortez
- Ricardo Montalbán - Valentin Avellan
- Salma Hayek - Francesca Giggles
- Mike Judge - Donnagon Giggles
- Courtney Jines - Demetra
- Sylvester Stallone - Toymaker/Juguetero
- Ryan Pinkston - Arnold
- Robert Vito - Rez
- Bobby Edner - Francis
- Antonio Banderas - Gregorio Cortez
- Carla Gugino - Ingrid Avellan de Cortez
- Danny Trejo - Machete
- Holland Taylor - Helga Avellan "Abuela"
- Matthew O'Leary - Gary Giggles
- Emily Osment - Gerti Giggles
- Cheech Marin - Felix Gumm
- George Clooney - Presidente Devlin

### Cameos
- Alan Cumming - Fegan Floop
- Elijah Wood - El Sujeto / El Chaval
- Tony Shalhoub - Alexander Minion
- Bill Paxton - Dinky Winks
- Steve Buscemi - Romero
- Evan Sabara - Creepy Kid
- James Paxton - Dinky Jr.
- Selena Gomez - Niña dueña del parque acuático

## Banda sonora
La banda sonora fue compuesta por Robert Rodriguez y es la primera puntuación que él asume el crédito individual. Rodríguez también se realiza en la banda de "Game Over", tocando guitarra, bajo, teclado y batería, incluyendo la pista del título, "Game Over", realizada por Alexa Vega.